# 1898 no Brasil
Esta é uma cronologia dos principais fatos ocorridos no ano de 1898 no Brasil.

## Incumbentes
- Presidente do Brasil - Prudente de Morais (15 de novembro de 1894 – 15 de novembro de 1898)
- Presidente do Brasil - Campos Sales (15 de novembro de 1898 – 15 de novembro de 1902)

## Eventos
- 1 de março - Campos Salles é eleito presidente do Brasil[1]
- 21 de agosto - Fundação do Club de Regatas Vasco da Gama na cidade do Rio de Janeiro[2]
- 11 de junho: Emancipação da Vila do Cumbe, hoje Euclides da Cunha - BA
- 15 de novembro - Campos Salles toma posse como presidente do Brasil, substituindo Prudente de Morais.[3]

## Nascimentos
- 3 de janeiro: Luís Carlos Prestes, militante comunista (m. 1990)[4]
- 14 de Janeiro: Juarez Távora, militar e político (m. 1975)
- 20 de fevereiro: Francisco Matarazzo Sobrinho, industrial, político e mecenas ítalo-brasileiro (m. 1977)
- 12 de março: Peregrino Júnior, médico e escritor (m. 1983).
- 8 de maio: Galileo Emendabili, escultor ítalo-brasileiro (m. 1974)
- 4 de junho: Virgulino Ferreira da Silva (Lampião), cangaceiro mais famoso do Brasil (m. 1938)[5]
- 30 de dezembro: Luís da Câmara Cascudo, historiador, folclorista, antropólogo, advogado e jornalista (m. 1986).

## Mortes
- 19 de Março - Cruz e Sousa, poeta simbolista brasileiro (n. 1861)
- 3 de novembro - Isabel Maria de Alcântara Brasileira, duquesa de Goiás (n. 1824)